# Karen Karapetján
Karen Vilhelmi Karapetján (Sztepanakert, 1964. augusztus 14. –) örmény politikus, 2016 és 2018 között Örményország miniszterelnöke. Korábban Jereván polgármestere volt 2010 és 2011 között, illetve éveken át az orosz Gazprom egyik vezetője Örményországban és Oroszországban.

## Élete
Karapetján 2010 előtt – az orosz állami tulajdonú, gázipari óriásvállalat, a Gazprom kezében lévő – örmény gázelosztó vállalat az ArmRosGazprom első embere volt. 2010 és 2011 között Jereván polgármestere volt. Az ezt követő hat évben többnyire Oroszországban élt, ahol a Gazprom leányvállalataiban viselt vezető tisztséget: a Mezhregiongaz nevű Gazprom leányvállalat második számú vezetője volt.
Hovik Abrahamján lemondását követően a pártonkívüli Karapetjánt lehetséges utódként emlegették. Ezt megerősítették az Örményország Republikánus Pártja (RPA) egy találkozóján, majd a tervet a pártot is vezető Szerzs Szargszján elnök hivatalosan is megerősítette 2016. szeptember 13-án. Karapetján 2016 végén csatlakozott a párthoz. A párt, a Republikánus Párt (RPA) megnyerte a 2017 tavaszán tartott parlamenti választásokat, így Karapetján ezt követően is hivatalban maradt.
A Republikánus Párt az államigazgatás átalakítására, a miniszterelnöki pozíció megerősítésére törekedett, ami lehetőséget teremtett az államelnök Szargszján számára, hogy mandátuma lejárta után miniszterelnökként gyakorolja tovább a hatalmat. Ennek keretében az örmény parlament 2018 márciusában új elnököt választott az ország élére Szerzs Szargszján helyett, majd 2018. április 9-én Karapetján lemondott a miniszterelnöki posztról, hogy azt Szargszján foglalhassa el és Karapetján miniszterelnök-helyettes lett Szargszján kormányában.
Az átalakítást heves tiltakozóhullám követte, egyre nagyobb tömegtüntetésekkel, amelyekhez az egyetemisták majd a hadsereg tagjai is egyre nagyobb számban csatlakoztak. A hatóságok felléptek a demonstrálók ellen, a tüntetések vezéralakját, Nikol Pasinján ellenzéki képviselőt is őrizetbe vették több száz tüntető mellett, ám végül meghátrálásra kényszerültek. Szargszján a tüntetések nyomán április 23-án lemondásra kényszerült.
Szövetségese bukása után Karapetján ügyvezető miniszterelnök lett a politika válság idejére. Pártja nem tudta megtartani a hatalmat és 2018. május 8-án Nikol Pasinján lett Örményország miniszterelnöke.